# تفرع أنبوبي للشريان المبيضي
الفُروع الأنبوبية للشريان المِبيضي (بالإنجليزية: Tubal branches of ovarian artery)‏ وهيَ شَرايين تتَحد وَتندمج مَع الفروع الأنبوبية للشريان الرحمي، وتَعمل هذه الفروع على تَغذية قناة فالوب.

## المَراجع
1. ↑  نموذج تأسيسي في التشريح، QID:Q1406710
2. ↑  Dalley, Arthur F.; Moore, Keith L. (2006). Clinically oriented anatomy. Hagerstown, MD: Lippincott Williams & Wilkins. ص. 388. ISBN:0-7817-3639-0.{{استشهاد بكتاب}}:  صيانة الاستشهاد: أسماء متعددة: قائمة المؤلفين (link)